# Seiyū
Seiyū (声優?) es el nombre dado a un actor de voz en Japón. El trabajo de un seiyū se concentra principalmente en radio, televisión y doblaje de películas extranjeras, proveen narraciones y trabajan como actores de voz en videojuegos y series de anime. El uso más característico de este término en el occidente se refiere como el actor de voz o actor de doblaje dentro de las series de anime, donde el actor de voz realiza la actuación de voz original y el actor de doblaje reinterpreta al primero.

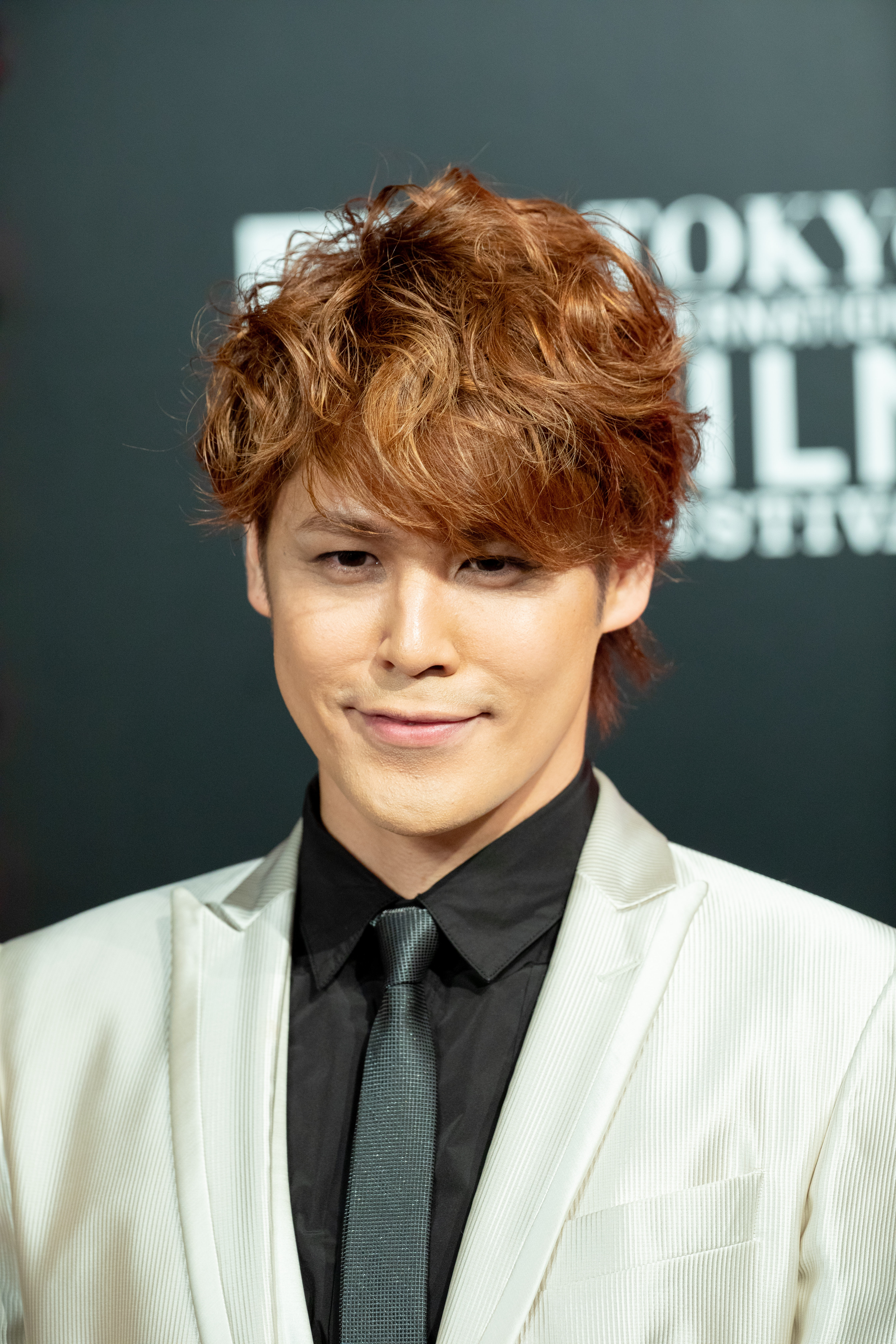
Mamoru Miyano, uno de los más reconocidos y populares seiyū

Japón produce cerca del 60% de las series animadas en el mundo. Debido a este desarrollo, los seiyū deben trabajar a tiempo completo para sastifacer la demanda y alcanzan fama internacional, un reconocimiento comparable al que tienen actores y artistas de otros países. En Japón existen cerca de 130 escuelas de seiyū, varias agencias de empleo y compañías buscadoras de talentos. Corea del Sur es el único país que posee un sistema similar de empleo para los actores de voz, donde las distintas cadenas televisivas contratan a varios seiyū para sus programas.
Los seiyū incursionan generalmente en la música, películas y en papeles televisivos, donde regularmente poseen grupos de fanáticos que siguen el programa solo por su participación. Cuando la serie de anime que protagonizan tiene difusión mundial, los grupos de seguidores normalmente se extienden por todo el mundo. La sigla "CV" se usa comúnmente en las publicaciones japonesas para denotar quién hace la "voz de un personaje" ("character voice", en inglés), para los papeles listados en las revistas. Este término fue usado por primera vez en la década de 1980, en las revistas de anime como Animec y Newtype.

## Historia

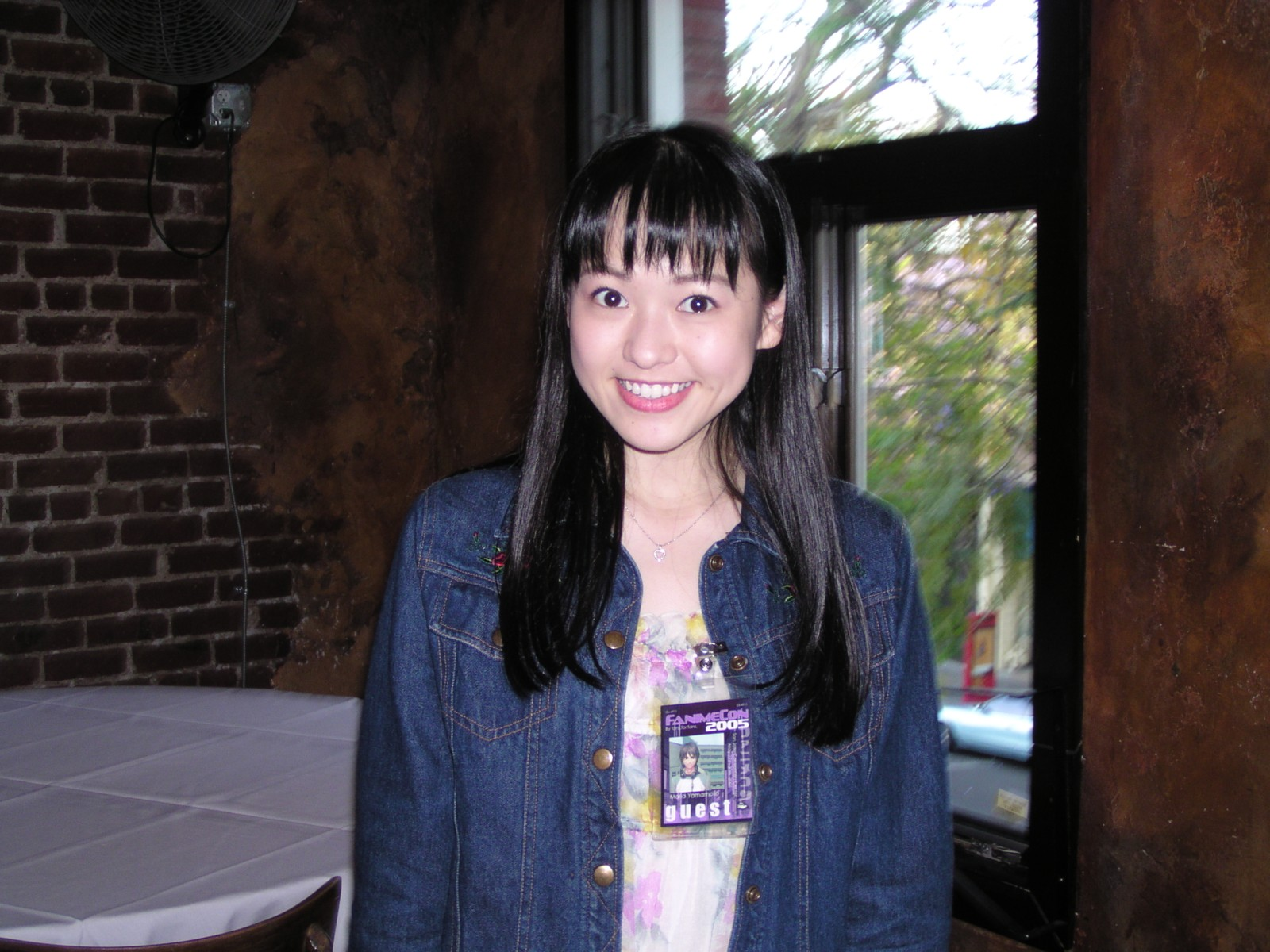
Maria Yamamoto, una seiyū en la recepción a sus admiradores

La actuación con voces ha existido en Japón desde la introducción de la radio en el país. Sin embargo, fue en la década de 1970 donde el término seiyū se integró en el vocabulario popular gracias a la exitosa serie de anime Space Battleship Yamato. De acuerdo con una entrevista en un periódico con un mánager de actores de voz de la época, afirmó que «desde el boom de Yamato, la palabra "seiyū" fue instantáneamente reconocida. Antes de ello, los actores y actrices que se presentaban a sí mismos como un seiyū, les preguntaban, «es decir, ¿trabaja para el supermercado seiyū?».

### Dramas de radio
En 1925, la compañía Tokyo Broadcasting Company (predecesora de NHK), comenzó a emitir por radio. Ese mismo año, doce estudiantes que se especializaron solo en actuación de voz, se convirtieron en los primeros actores de voz en Japón cuando realizaron un drama de radio. Ellos se refirieron a sí mismos como seiyūs, pero en aquellos días, el término "actores de radio" (ラジオ役者 radio yakusha?) fue usado en los periódicos para referirse a la profesión.
La siguiente era comenzó en 1941 cuando la NHK abre un programa de capacitación para el público para preparar actores especializados en dramas radiales. Esto fue llamado "Agencia de Formación de Actores del Canal Central de Emisiones de Tokyo" (東京中央放送局専属劇団俳優養成所 Tōkyō Chūō Hōsō Kyoku Senzoku Gekidan Haiyū Yōsei Sho?). En 1942, la compañía Tokyo Broadcasting Drama debutó en su primera realización. Esta fue la segunda ocasión donde el término seiyū fue usado para referirse a los actores de voz, y desde ese entonces fue usada la palabra.
Existen varias teorías del cómo el término seiyū fue instaurado. Una teoría es que Oyhashi Tokusaburo, un reportero del periódico Yomiuri Shimbun, acuñó el término. Otra teoría es que Tatsu Ooka, un productor de NHK, fue quien acuñó el término. En un principio, la Compañía de Dramas Radiales de Tokio y otras compañías similares se especializaron en dramas radiales; sin embargo, con la aparición de la televisión, el término seiyū fue utilizado para el doblaje en la animación.

### Primer auge de losseiyū
En 1961, durante los primeros días de la televisión comercial, el acuerdo de cinco compañías causó que las películas japonesas que se encontraban disponibles en las cadenas televisivas fueran muy pocas. Como resultado de ello, en la década de 1960, muchas series y programas extranjeros se importaron y fueron doblados al japonés para su presentación.
Al principio, NHK subtituló la mayoría de los programas extranjeros. Sin embargo, los programas doblados al japonés se convirtió en un estándar. Esto aumentó la popularidad de los seiyū. En el centro del primer auge de los seiyū se encuentran actores como Nachi Nozawa, quien ganó fama debido a que era la voz de actores como Alain Delon, Robert Redford y Clint Eastwood. Debido a los problemas para pagar las garantías por el Acuerdo de Gosham, los actores de cine fue advertidos del doblaje para películas extranjeras. Los actores de televisión también fueron advertidos del doblaje por un acuerdo similar. Esto causó de los estudios de televisión comenzaran a mirar a los actores de voz de las radios y actores del estilo shingeki para sus programas. A estas alturas, los doblajes de las series de animación extranjeras era realizadas por comediantes de Asakusa, contadores de historia de rakugo y los seiyū, los cuales eran conocidos como "talentos de doblaje" ya que ellos se especializaban en el doblaje.
El primer programa de televisión doblado en Japón fue un episodio de la dibujos animados de Superman el 9 de octubre de 1955 en KRT (hoy TBS), y el primer programa no animado fue Cowboy G-Men, en 1956, por KRT. Ambos programas se doblaron en vivo. El primer programa con la voz grabada fue Terebi Bōya no Bōken (テレビ坊やの冒険 lit. Las aventuras del chico de la televisión?) emitido el 8 de abril de 1956.

### Segundo auge de losseiyū
Al final de la década de 1970, el auge en la animación a nivel mundial permitió a los seiyū atraer un atractivo particular para convertirse en actores populares. Akira Kamiya, Tōru Furuya y Toshio Furukawa fueron los primeros seiyū en unirse en una banda (Slapstick) y presentarse en vivo. Otros seiyū lanzaron sus propios discos. En 1979, los programas radiales presentaban a los seiyū como DJ, así como Animetopia se volvió ampliamente popular, y a con ello, las primeras revistas de anime se comenzaron a publicar. Entonces, el redactor en jefe de Animage, Hideo Ogata, fue el primero en publicar en las editoriales para transformar los seiyū en idols. Siguiendo estas ideas, otras revistas crearon revistas especializadas de seiyū, con información e intimidad acerca de sus vidas. Por este motivo, muchos jóvenes deseaban ser seiyū. Con todo lo anterior, los estudiantes aumentaron en las escuelas de seiyū, con lo cual comenzaron a especializarse en un solo campo. A estas alturas, y por primera vez desde el inicio, las personas comunes deseaban ser como los seiyū, cosa que no se había dado con los actores de dramas radiales. Este auge duró hasta mediados de la década de 1980.

### Un período intermedio
En 1989, se formó el grupo de seiyū y cantantes NG5, formado por (Nozomu Sasaki, Takeshi Kusao, Hiroshi Takemura, Tomohiro Nishimura y Daiki Nakamura), quienes doblaban en la serie Ronin Warriors. El grupo generó tal expectación que fue objeto de un documental especial en MBS. La popularidad atípica de NG5, sin embargo, no estaba presente en otros grupos de seiyū.
En este período, las compañías productoras comenzaron a especializar a los estudiantes de las escuelas de seiyū, para papeles en el doblaje de animación.

### Tercer auge de losseiyū
En las décadas de 1960 y 1970, el auge se centró principalmente en torno a los tipos de medios de comunicación, como la televisión. En la década de 1990 un nuevo auge se centró en torno a más medios de comunicación, como programas de radio, realización de OVA, programas de televisión, eventos públicos e Internet, dando paso a la publicación de las primeras revistas especializadas en seiyū, Seiyū Grand Prix y Boys Animage. Los seiyū ganaron nuevos fanáticos debido a la radio y sus CD de música. Los conciertos se comenzaron a realizar en grandes espacios. Mientras en el segundo auge, los seiyū se conocieron como DJs, en esta época, las casas discográficas se convirtieron en anunciantes de programas radiales, y grandes sumas de dinero comenzaron a circular en torno a este auge. Megumi Hayashibara, Hekiru Shiina y Mariko Kouda, son los primeros ejemplos de este nuevo proceso. Las compañías de grabación y los seiyū formaron escuelas para hacer surgir nuevos talentos a través de todo Japón, siendo otro cambio radical de los auges anteriores, y de paso, se convirtió en una base de la transformación definitiva desde seiyū a idols.
Con la irrupción de los actores de doblaje en los videojuegos, la existencia de los seiyū se extendió al país entero. Como consecuencia, el mismo seiyū podía realizar eventos relacionados en el mundo del juego televisivo, realizando apariciones y participando en programas de radio basados en los juegos de televisión para atraer seguidores. En la segunda mitad de la década de 1990, el auge en la animación aumentó la cantidad de anime que se transmitía en el área de Tokio, con Internet, el intercambio de la información de los seiyū se hizo más fácil, y los seiyū comenzaron a realizar producciones para Internet. Actualmente, el mercado de los seiyū y las producciones para las cuales trabajan se mantienen sólidos, y aumentan día a día los seguidores de las voces de sus personajes favoritos de anime.

## Agencias
Las relaciones entre seiyū y la música, películas y compañías de anime son reguladas por las empresas de manejo de seiyū, cada una con su especialización en una área. A cambio de un pago por parte del seiyū, la agencia administra todos los negocios, compromisos y ventas promocionales. Esas agencias también son el puente entre las empresas de entretenimiento y agencias privadas con las cuales el seiyū puede afiliarse. Algunas veces, los productores permiten que las agencias recluten algunos seiyū para papeles menores, o manejar su horario.
Las oportunidades de trabajo de un seiyū dependen de la agencia que elijan, incluso si son muy populares como seiyū de anime. Por ejemplo, es poco probable que se realicen trabajos de doblaje si la agencia no se especializa en esa área.
A continuación se presentan algunas agencias y su especialización:
- Anime: Arts Vision, I'm Enterprise, Aoni Production
- Doblaje: Mausu Promotion, compañías teatrales (Bungaku Company, Seinen Company, Theatrical Group EN, Troupe Pleiades, etc.)
- Narración: Aoni Production, Sigma Seven
- Programas de NHK: 81 Produce
- Comerciales: Studio Ōsawa
- Anunciadores en las estaciones de trenes: Haikyo

Los seiyū para papeles infantiles son tomados generalmente de grupos de teatro como Troupe Himawari.

## Trayectoria

### Doblaje
Este es el principal trabajo de un seiyū: representar un papel y es grabado, ya sea para televisión o radio, de modo similar que un drama radial.

#### Anime
El papel de un seiyū en el anime consiste en sincronizar la voz de los personajes con las imágenes de la serie. Antes de completar la grabación del papel, hay dos métodos diferentes de pregrabar. En Japón, el método más popular es realizar el doblaje cuando la serie de animación se ha terminado de realizar. Si no, dependiendo del calendario de la producción, el doblaje puede realizarse antes de que toda la serie se complete.
Para mantenerse dentro de los límites de costes, se usan seiyū menos conocidos o jóvenes talentos para los personajes secundarios. Sin embargo, para los OVAs y las producciones para fanáticos y productos comerciales, los seiyū más famosos son usados como enganche de venta.

#### Doblaje al japonés
En la mayoría de los dramas, películas, noticiarios o documentales extranjeros, la voz del seiyū debe ser lo más exacta posible en relación con lo que aparece en pantalla. Para realizar el doblaje, se disminuye el volumen de la voz del lenguaje original, dejando solo el sonido de fondo o ambientación. Los dobladores trabajaron en un principio para las noticias y algunas series extranjeras. Se realizan audiciones para determinar quien toma los papeles, y la popularidad del papel a doblar puede determinar quien es contratado para el mismo.

#### Videojuegos
A diferencia del anime y los papeles de doblaje, en un videojuego, el canal de voz es grabado en forma separada para individualizar las voces, para así ser reproducida dependiendo del avance del jugador. Típicamente, un seiyū usa un guion con unas pocas líneas y dice sus líneas para coincidir con el tiempo de la grabación. Debido a esto, muchos de los seiyū que participan de un proyecto casi nunca se ven en persona. La popularidad puede hacer que un seiyū quede contratado para un papel, pero también es posible negociar el pago cuando el cliente requiere de un personaje particular.

### Drama de Radio o CD drama
Con una serie en radio o un CD drama, hay más libertad debido a que no se debe sincronizar la voz con ningún elemento, ya sea con actores o animación. Si la serie o el CD se basa en una serie de anime o manga, se usa el seiyū del anime. Sin embargo, un drama original que se basa en un libro raramente contrata seiyū conocidos o jóvenes talentos. Es muy raro tener audiciones para este tipo de trabajo, debido a que los personajes son seleccionados por el equipo realizador de las series.

### Títeres y presentaciones enkigurumi
En las presentaciones de títeres, los seiyū deben sincronizar sus voces con los movimientos del títere. Mientras que los espectáculos de kigurumi, la voz de los seiyū es grabada con anterioridad y la actuación se basa en los movimientos del muñeco, acorde a la narración.

### Narración
Los seiyū son generalmente empleados como narradores en comerciales radiales y televisivos, programas de televisión y radiales, vídeos y otros tipos de medios de comunicación en la cual se requiera un actor de voz para leer texto que clarifique de que trata un programa, lo cual se encuentra escrito en un guion. La narración falla si el seiyū no posee el área del conocimiento del programa, por eso no se considera en esta forma de trabajo a los seiyū famosos, talentos jóvenes y anunciadores. El pago es proporcional al grado de popularidad de la persona, y los veteranos son generalmente preferidos para este rol debido al gran grado de conocimientos requeridos para el doblaje. Los candidatos deben enviar una pequeña muestra como demostración, lo cual permite determinar al mejor en un gran proceso de selección.

### Actores de teatro
No es común que los actores de shingeki que realizan papeles en pequeños grupos teatrales, tome cursos en las escuelas de teatro y luego se conviertan en seiyū, considerando las pequeñas diferencias entre un actor y un seiyū.

### Cantantes
Algunos seiyū se incorporan al mundo de la música, lanzado producciones y álbumes con su nombre y se convierten en cantantes de tiempo completo, dejando de lado sus actividades de doblaje.
Sin embargo, se ha convertido en común a los seiyū cantar los temas de inicio (apertura) y cierre de las series que doblan, o participan en proyectos no animados, como CD dramas, donde los personajes de la serie se enganchan con nuevas historias, o CD de image songs donde un personaje no incluido en el anime canta, pero será incluido en futuras producciones. Debido a esta carga de trabajo, varios seiyū convierten la música en su principal actividad, lo cual lo vincula principalmente a la persona a la que interpreta. Las limitaciones impuestas a un seiyū que canta por sus compañías de grabación son menos estrictas que las que se realizan a los cantantes. Esto permite que los seiyū editen y lancen CD con el nombre de su personaje con diferentes compañías.

### Personalidad en radio
Los programas de conversación en las radios es un espacio donde la popularidad de los seiyū está aumentando. Inicialmente, la gran mayoría fue emitida por las emisoras de radio locales, pero tras el auge de las comunicaciones en la década de 1990, las estaciones de radio del área metropolitana comenzaron a contratar a seiyū. Mientras algunos programas analizan y dan a conocer un anime o un juego que es popular, que no sobrepase el año, otras emisoras transmiten la vida de los seiyū que tienen más de 10 años de experiencia, para que conozcan a la persona que les dio la voz a sus personajes favoritos.
Para abaratar costes y aumentar la audiencia, la mayoría de los programas de radio son emitidos a través de Internet.

### Otros trabajos
Existen otros tipos de trabajos que pueden realizar los seiyū, como conferencias de prensa, programas de noticias de anime o de entrevistas, videos de entrenamientos de personal en las empresas, anunciadores de supermercados, rutas de buses, anunciadores en la lucha profesional y otras disciplinas de combate e incluso anunciadores en las estaciones de trenes. Estos empleos los realiza anunciadores profesionales, de quienes no se revela el nombre al público.

## Formas de convertirse en unseiyū
Viendo las carreras de los seiyū más populares en Japón, la mayoría se ha convertido en famosos mediante cualquiera de las seis formas que se describen a continuación:

### Desde una academia de talentos
Son entrenados por algún grupo de teatro de alguna compañía televisiva, siendo especializados en roles como anunciar o actuar en dramas radiales.
Ryō Kurusawa, Kazue Takahashi, Masato Yamanouchi, Hisashi Katsuta, Akira Nagoya y Kiyoshi Kawakubo son los fundadores de este tipo de ingreso al mundo del doblaje.
Algunos ejemplos de esta forma de iniciarse como seiyū son Tōru Ōhira y Tadashi Nakamura que provienen de Elenco de Drama de la Emisora de Radio de Tokio (ラジオ東京放送劇団 Rajio Tōkyō Hōsō Gekidan?), Junpei Takiguchi, Nobuo Tanaka, Mariko Mukai.
Las empresas de difusión locales también han ayudado a muchos seiyū en los inicios de sus carreras, antes de la era de la televisión y la llegada de los dramas extranjeros, la mayoría de los negocios de los seiyū eran en el área de Tokio.

### Desde un actor menor de edad
Algunos seiyū fueron descubiertos en la educación secundaria, quienes se unieron a compañías de teatro juvenil, como Himawari Company del Komadori Group, y ellos han mostrado el talento actuando en los grupos, entonces han adoptado una carrera como un seiyū de tiempo completo luego de graduarse de la escuela preparatoria.
Los primeros en seguir este camino fueron Ryūsei Nakao, Tōru Furuya, Shūichi Ikeda, Yoku Shioya, Hiromi Tsuru, Miina Tominaga y Katsumi Toriumi, quien fue el primer seiyū debutante estando aún en la secundaria, pero continuó solo después de su graduación.
Entre los seiyū más recientes encontramos a Daisuke Namikawa, Maaya Sakamoto, Mayumi Iizuka, Akeno Watanabe, Saeko Chiba, Yūka Nanri, Kaori Nazuka y Rio Suzuki.
También existen casos de jóvenes que comenzaron apareciendo en papeles de seiyū estando aún en la secundaria. Miyu Irino, Kana Hanazawa, Eri Sendai, Ayaka Saitō, Aya Hirano, Subaru Kimura y Miyū Tsuzurahara son algunos ejemplos.

### Desde un actor de teatro
Algunas veces, los actores de teatro que se encuentran en la preparatoria o secundaria, escuelas de especialización, universidad o se han graduado, han encontrado la forma de entrar en la industria del anime para convertirse en un seiyū. Esto le ocurre a los actores que se encuentran afiliados a las grandes compañías de teatro, entre las cuales se incluyen Bungaku Company, Seinen Company, Troupe Pleiades, Theatrical Group EN y Theatre Echo.
Los actores que actúan en pequeños teatros a veces deben ser recomendados por el equipo de producción del teatro o algún mánager asociado con alguna agencia de seiyū. Algunas de las principales compañías del manejo de seiyū son Rose Company (de Nachi Nozawa) o 21th Century Fox Company (de Kaneta Kimotsuki).
Para nombrar algunas casos tenemos a Romi Paku, siendo descubierta por el creador de animación Yoshiyuki Tomino; Fumiko Orikasa, graduada del grupo de teatro Super Eccentric Theatre; y otros seiyū descubiertos por Kazuya Tatekabe: Sanae Kobayashi, Gō Aoba, Tetsu Shiratori, Akino Murata y Rieko Takahashi.
Una carrera a destacar es la de Hitomi Nabatame. Antes de entrar a Dorikan Club, fue parte del programa de aniradio SOMETHING DREAMS Multimedia Countdown (SOMETHING DREAMS マルチメディアカウントダウン SOMETHING DREAMS Maruchimedia Kauntodaun?,  reducido a ドリカン Dorikan), en la estación de Nippon Cultural Broadcasting, donde mostró todo el potencial que había adquirido en la escuela de talentos para seiyū, realizando el papel de Maburaho dentro del programa, mientras hacía sus presentaciones de teatro.

### Desde una escuela deseiyū
Muchos seiyū debutaron al graduarse en alguna de las escuelas de seiyū tras varios años de estudios. Esta es la forma más común y fácil utilizada por los jóvenes que ven anime y desean convertirse en un seiyū, pero las posibilidades de alcanzar este objetivo son escasas. Por ejemplo, cada escuela se encuentra afiliada con la Academia Yoyogi Animation que posee una departamento especial de talentos con cientos de nuevos estudiantes cada año, pero solo un pequeño grupo de ellos llegarán a ser un seiyū.
Algunos de los casos notables de este estilo son los de Megumi Hayashibara, Kōichi Yamadera, Kikuko Inoue, Kotono Mitsuishi, Toshiyuki Morikawa, Ai Shimizu, Rie Tanaka, Shizuka Itō, Yukari Tamura, Mai Nakahara y Kenichi Suzumura.
Algunos de los jóvenes se han convertido en seiyū luego de ganar un concurso realizado por algunas revistas o compañías productoras, siendo enviados a academias para seiyū donde se perfeccionan. Algunas ganadoras son Asami Sanada, Masumi Asano, Yui Horie, Miyuki Sawashiro y Sakura Nogawa.

### Desde un papel en el mundo del espectáculo
Junko Iwao y Noriko Hidaka son algunas idols que se han convertido en seiyū tras su experiencia como actrices en su infancia. Otros ejemplos son las reporteras Yumi Kakazu y Yuki Matsuoka. Algunos owarai vuelven al espectáculo como seiyū, siendo destacados el caso de Yūko Saitō. Yūichi Nagashima fue un actor muy famoso por su papel de "Chō", el personaje principal en Descubriendo mi ciudad (たんけんぼくのまち Tanken Boku no Machi?). Otro ejemplo fue el actor Jōji Nakata, conocido por haber interpretado al Gran Profesor Bias, villano principal de la serie tokusatsu Chōjū Sentai Liveman.